# Графство (административно-территориальная единица)
Графство (от англ. county) — административно-территориальная единица ряда стран и территорий.

## В Великобритании
Графства существуют в Англии, Северной Ирландии и Уэльсе.

## Другие страны
Графство является также административно-территориальной единицей Ирландии, Либерии, Тринидада и Тобаго.
В отношении административно-территориальных единиц США и Канады термин «county» принято переводить на русский язык как «округ», но бывают случаи, когда встречается перевод «графство».